# Christopher Hörl
Christopher Hörl (Zell am See, 30 agosto 1989) è uno sciatore alpino austriaco naturalizzato moldavo nel 2017.

## Biografia
Attivo in gare FIS dal dicembre del 2009, in Coppa Europa Hörl ha esordito il 26 gennaio 2012 ad Altenmarkt-Zauchensee in discesa libera (88º) e ha conquistato il primo podio il 21 dicembre 2013 a Madonna di Campiglio nella medesima specialità (2º). Ha debuttato in Coppa del Mondo il 16 dicembre 2017 in Val Gardena in discesa libera (68º) e ai Giochi olimpici invernali a Pyeongchang 2018, dove si è piazzato 40º nella discesa libera e non ha completato il supergigante. È inattivo dal marzo del 2019.

## Palmarès

### Coppa Europa
- Miglior piazzamento in classifica generale: 58º nel 2014
- 1 podio:
  - 1 secondo posto